# Nuars
Nuars é uma comuna francesa na região administrativa de Borgonha-Franco-Condado, no departamento Nièvre. Estende-se por uma área de 16,14 km². Em 2010 a comuna tinha 159 habitantes (densidade: 9,9 hab./km²).